# Toyota Crown Signia
Der Toyota Crown Signia ist ein Crossover-SUV der oberen Mittelklasse des japanischen Herstellers Toyota unter der Submarke Crown. In Japan wird er als Crown Estate verkauft. Er wird parallel zum Crown Crossover, dem Crown Sport und der traditionellen Crown-Limousine (beide nur in Japan) angeboten. In Nordamerika ersetzt er den Venza.

## Übersicht
Das Modell kam in Nordamerika im Juni 2024 für das Modelljahr 2025 als Crown Signia auf den Markt. Der Crown Estate für Japan folgte im März 2025. Der Crown Signia ist in den Ausstattungsvarianten XLE und Limited erhältlich und wird von einem 2,5-Liter-Reihenvierzylinder-Ottomotor in Kombination mit zwei Elektromotoren angetrieben (Hybrid). Das System hat eine Gesamtleistung von 181 kW (246 PS). Ein Plug-in-Hybrid-Antrieb folgte 2025 mit der Vorstellung des Crown Estate. Alle Varianten haben Allradantrieb.

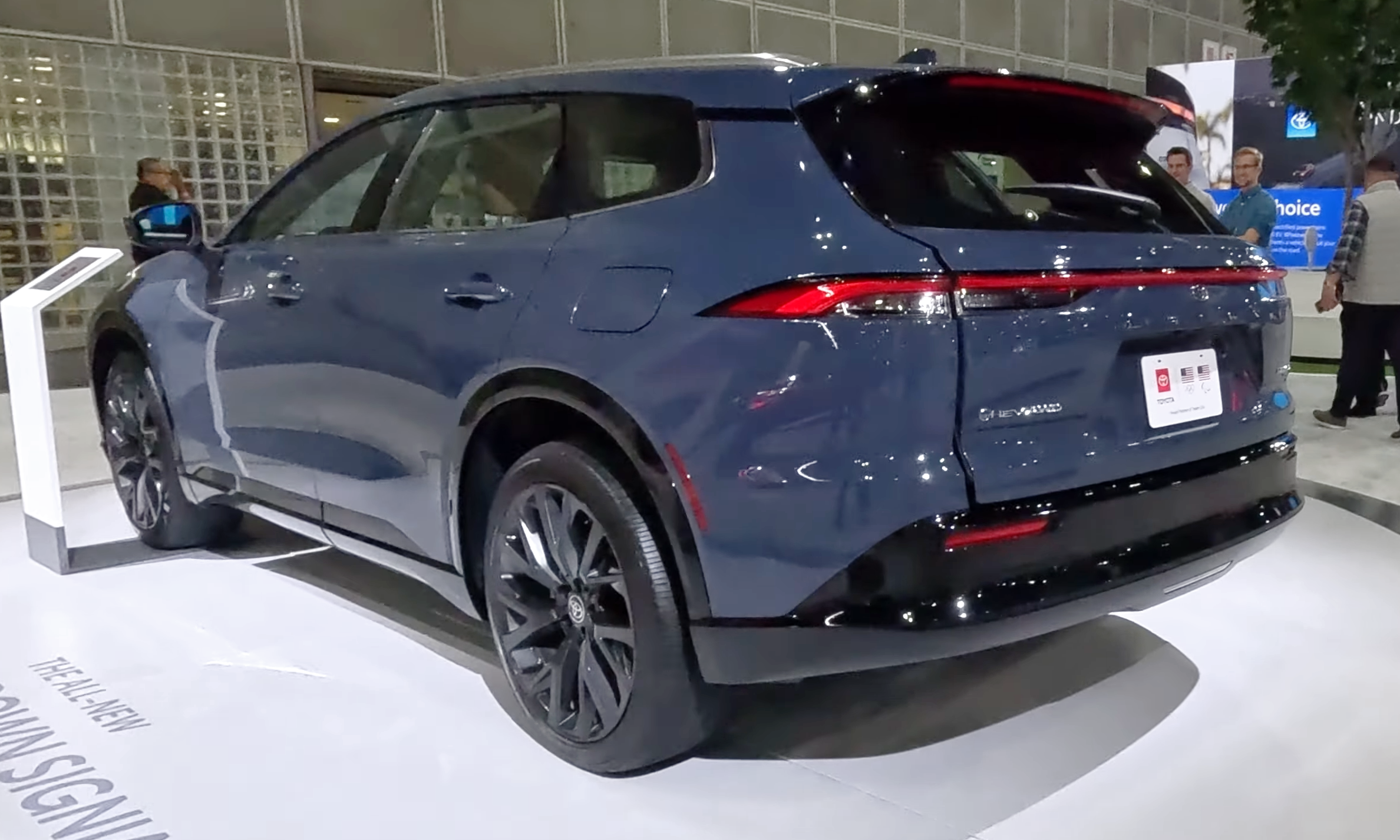
Heckansicht
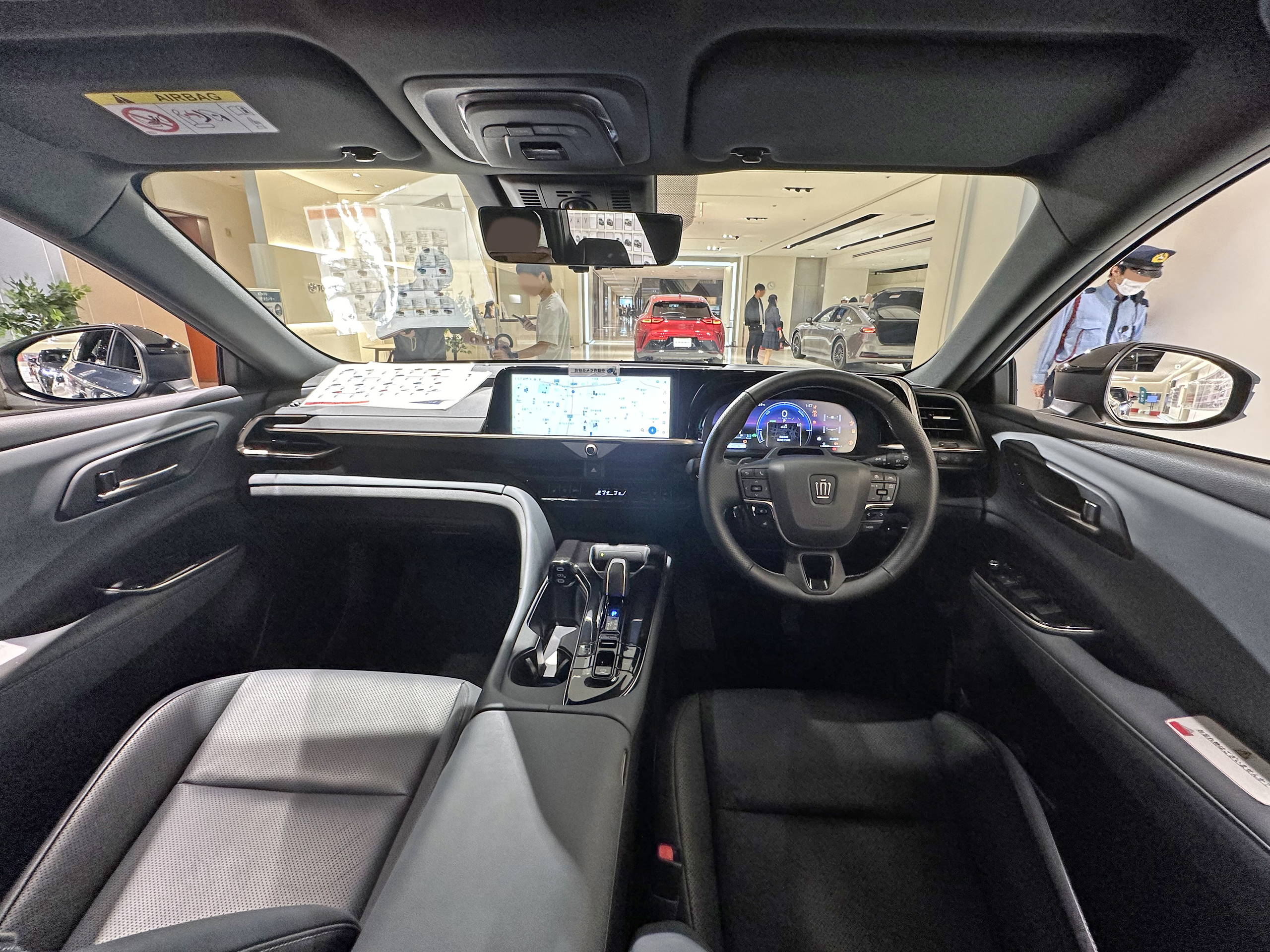
Innenraumansicht Crown Estate